# Szőke Péter (teniszező)
Szőke Péter (Mosonszentjános, 1947. augusztus 8. – 2022. július 28.) magyar teniszező, edző.

## Pályafutása
1974-ben a TFTI-n edző oklevelet szerzett.
1960 és 1970 között a Budapesti Vörös Meteor, 1971 és 1974 között a VM Egyetértés, 1975 és 1984 között az MTK-VM teniszezője volt.
Egyesben nem nyert magyar bajnokságot. Férfi párosban ötszörös, vegyes párosban egyszeres magyar bajnok, kétszeres csapatbajnok volt. Összesen nyolc magyar bajnok címet nyert. 1972 és 1979 között az Európa bajnokságokon két-két ezüst- és bronzérmet szerzett. Legjobb világranglista-helyezése: 47. (1973. augusztus 23.)
1971-ben az év magyar férfi teniszezőjének választották Baranyi Szabolccsal és Gulyás Istvánnal holtversenyben.
1967 és 1983 között a magyar válogatott keret és a Davis Kupa-csapat tagja volt.

## ATP döntői

### Egyéni
| Eredmény | No. | Dátum | Torna         | Borítás | Ellenfél a döntőben | Döntő eredménye |
| -------- | --- | ----- | ------------- | ------- | ------------------- | --------------- |
| Vereség  | 1.  | 1971  | Hamburg, NSZK | Salak   | Andrés Gimeno       | 3–6, 2–6, 2–6   |

### Páros
| Eredmény | No. | Dátum | Torna                | Borítás | Partner          | Ellenfél a döntőben               | Döntő eredménye |
| -------- | --- | ----- | -------------------- | ------- | ---------------- | --------------------------------- | --------------- |
| Vereség  | 1.  | 1973  | Calgary, Kanada      | Terem   | Baranyi Szabolcs | Mike Estep Ilie Năstase           | 7–6, 5–7, 3–6   |
| Vereség  | 2.  | 1976  | Firenze, Olaszország | Salak   | Taróczy Balázs   | Colin Dibley Carlos Kirmayr       | 7–5, 5–7, 5–7   |
| Vereség  | 3.  | 1978  | Båstad, Svédország   | Salak   | Taróczy Balázs   | Bob Carmichael Mark Edmondson     | 5–7, 4–6        |
| Vereség  | 4.  | 1979  | Linz, Ausztria       | Kemény  | Baranyi Szabolcs | Patrice Dominguez Gilles Moretton | 1–6, 4–6        |

## Sikerei, díjai
- Az év magyar teniszezője (1971, Baranyi Szabolccsal és Gulyás Istvánnal közösen)[2]
- Európa-bajnokság – egyes
  - 4.: 1972
  - 5. (2): 1970, 1971
- Európa-bajnokság – férfi páros
  - 2. (2): 1977, 1979
  - 3. (2): 1972, 1978
- Magyar bajnokság – egyes
  - 2. (3): 1966, 1967, 1970
  - 3. (4): 1968, 1969, 1973, 1980
- Magyar bajnokság – férfi páros
  - bajnok (5): 1971, 1977, 1978, 1979, 1982
  - 2. (3): 1970, 1973, 1975
  - 3. (7): 1964, 1965, 1966, 1968, 1969, 1972, 1980
- Magyar bajnokság – vegyes páros
  - bajnok: 1982
  - 3.: 1965
- Magyar csapatbajnokság
  - bajnok (2): 1975, 1982